# Animals (disc)
Animals fou el desè disc d'estudi del grup britànic de rock progressiu Pink Floyd, que va sortir al mercat en plena onada punk, l'any 1977, a través d'Harvest/EMI al Regne Unit i de Columbia Records als Estats Units. És un àlbum conceptual que critica de forma mordaç les condicions sociopolítiques de l'Anglaterra dels anys 1970 i que presenta un canvi en l'estil musical del grup respecte al seu anterior treball, Wish You Were Here. Aquest disc es va compondre amb la idea de sorprendre el públic, i en efecte, després del Wish You Were Here, que era ultra progressiu, llis i sense ruptura, el grup i en particular Roger Waters es va reafirmar en aquest estil més agressiu, més fred i sense floritures; una agressivitat que és una característica important dels grups punk.
L'àlbum està inspirat en la novel·la La revolta dels animals, de George Orwell, escrita el 1945. El disc reprèn les grans línies del llibre: el cinisme, l'agressivitat, la crítica a l'home tot utilitzant els arquetipus animals... la humanitat és d'aquesta manera dividida en tres castes que donen títol als temes: «Pigs» (els porcs que es banyen en la luxúria i l'obesitat), «Dogs» (els gossos que busquen el profit i que exerceixen el control de les masses amb una agressivitat digna de les SS) i «Sheeps» (les ovelles que segueixen el poder de manera ofuscada i dòcil). La música segueix en gran part un estil rock i mostra un David Gilmour que imposa la guitarra amb unes interpretacions molt inspirades.
L'enregistrament es va dur a terme als estudis de la banda, Britannia Row, a Londres, i la producció de l'àlbum es va veure esquitxada pels primers signes de discòrdia que diversos anys després culminarien amb la marxa de Richard Wright de la banda. Roger Waters que va triar el concepte definitiu de la portada, amb la producció per part del col·laborador habitual de Pink Floyd, Hipgnosis. Waters volia que representés un conjunt industrial al mig de Londres i així es va triar la Battersea Power Station, a sobre de la qual flota un dirigible amb forma de porc fabricat especialment per a l'ocasió per les indústries Zeppelin. El símbol mostra que des de dalt del cel el porc observa els errors i la decadència de la societat, i aquest porc inflable es va convertir des de llavors en un dels símbols de Pink Floyd.
Va obtenir ressenyes mixtes al Regne Unit, tot i que va assolir el segon lloc de vendes. També va ser un èxit de vendes als Estats Units, on va arribar a la tercera posició de la llista Billboard 200. Malgrat que tan sols va romandre a les llistes nord-americanes sis mesos, les vendes constants han aconseguit el certificat de platí en quatre ocasions per part de la RIAA.

## Antecedents
El 1975 Pink Floyd va comprar un edifici de tres pisos al número 35 de Britannia Row a Islington. El seu tracte amb EMI segons el qual gaudien de temps il·limitat d'estudi a canvi d'un petit percentatge de les vendes havia expirat, així que van convertir l'edifici en un estudi d'enregistrament i magatzem. La seva remodelació va tenir lloc durant la major part de 1975, i a l'abril de 1976 la banda va començar a treballar en el seu desè àlbum d'estudi, Animals, en el seu nou estudi.
A Anglaterra, el 1976 va ser un període dominat per la indústria, la violència racial, l'alta inflació i l'desocupació. Durant aquesta època, va aparèixer un nou moviment musical anomenat punk rock —en part una declaració nihilista contra les condicions polítiques i socials regnants, a més d'una reacció cap a la complaença generalitzada i la nostàlgia que envoltava la música rock— que va començar a guanyar popularitat. Pink Floyd era un objectiu obvi per als músics d'aquest nou moviment, destacable de forma important en Johnny Rotten, qui va vestir una samarreta de Pink Floyd en la qual havia escrit «I hate» (Odio), anteposant-lo al nom de la banda. El bateria Nick Mason, després va arribar a dir que va rebre de bon grat la «insurrecció del punk rock» i ho va veure com una tornada a l'escena underground de la qual Pink Floyd havia brollat (el 1977 va produir el segon àlbum de The Damned als Estudis Britannia Row).

## Concepte

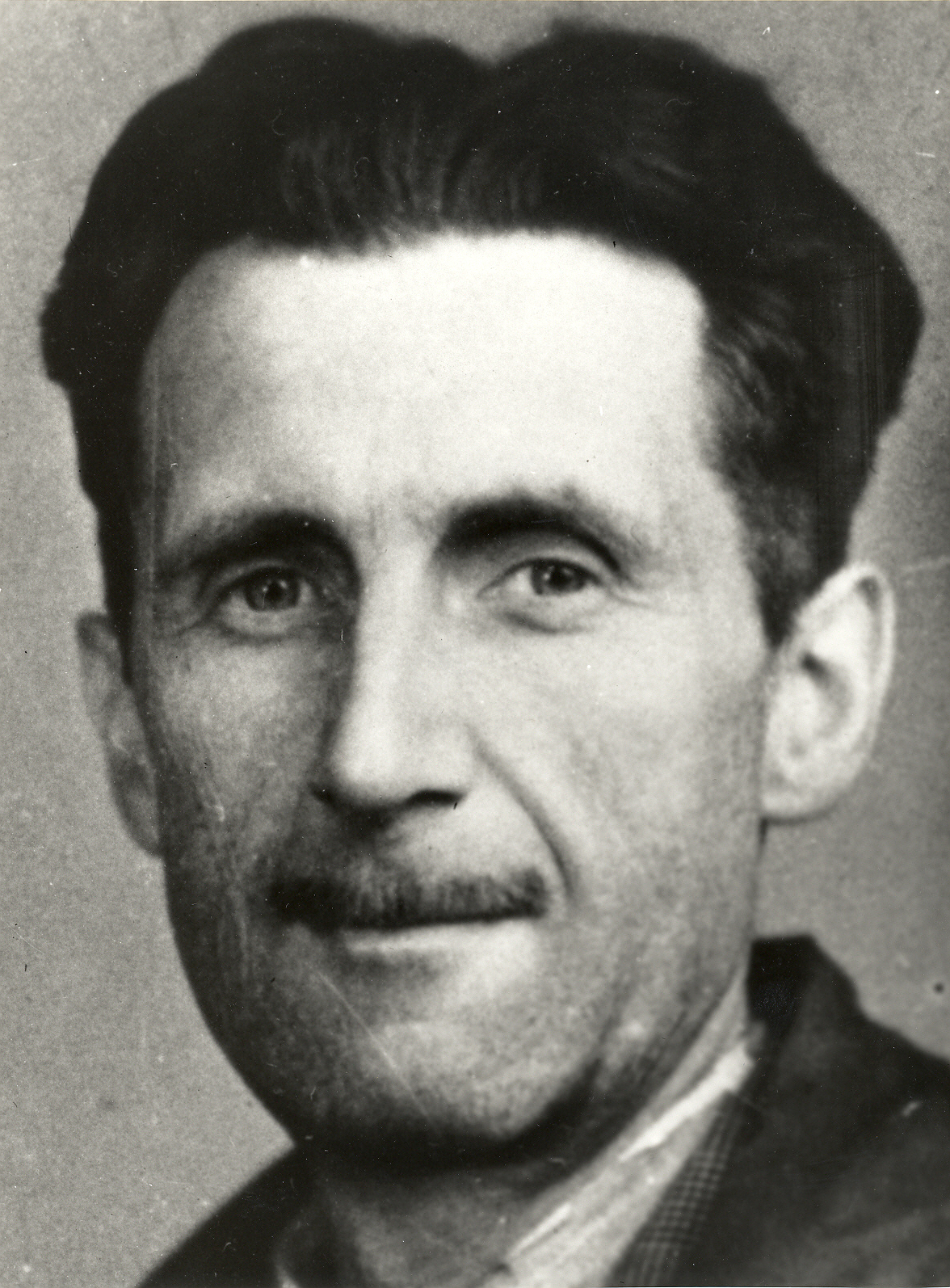
El concepte de l'àlbum està basat en la faula política de George Orwell La rebel·lió dels animals.

Malgrat que per a aquest nou moviment musical l'èxit de Waters podia jugar en contra seu, les seves preocupacions sobre les desigualtats, els prejudicis i les actituds sociopolítiques de l'època no estaven gaire allunyades de les que expressaven les noves bandes. Animals està basat, en termes generals, en la faula política de George Orwell La rebel·lió dels animals, on diverses castes de la societat estan representades a través de diferents animals: gossos com els representants de la llei, porcs com a implacables mandataris i ovelles com a peons eixelebrats. Mentre la novel·la s'enfoca en el comunisme, l'àlbum és una crítica directa al capitalisme i, malgrat que ambdós advoquen pels ideals del socialisme democràtic, l'àlbum difereix en el fet que al final les ovelles es rebel·len per a dominar els seus opressors.
Al llibre biogràfic de Pink Floyd Comfortably Numb (2008), l'escriptor Mark Blake argumenta que la cançó «Dogs» és un dels treballs més fins de David Gilmour, si bé el guitarrista tan sols interpreta vocalment una de les cançons, la seva actuació és «explosiva». La cançó conté una notable contribució del teclista Richard Wright, fent ús dels sons funeraris de sintetitzadors usats a l'àlbum previ de la banda Wish You Were Here. «Pigs (Three Different Ones)» té un so similar a «Have a Cigar», amb farcits de guitarra de blues per part de Gilmour; i té clares referències a la defensora de la censura (i un dels porcs a l'àlbum) Mary Whitehouse, que són evidents a la lletra de la cançó.«Sheep» conté una versió modificada del Salm 23; cap al final de la cançó, les epònimes ovelles es rebel·len i maten els gossos, tot i que després es retiren cap a les seves cases. L'àlbum conclou amb «Pigs on the Wing», una simple cançó d'amor en la qual es veu un indici d'esperança malgrat la ràbia expressada en les altres tres cançons del disc. La cançó està fortament influïda per la relació de Waters amb qui aleshores era la seva xicota.

## Enregistrament

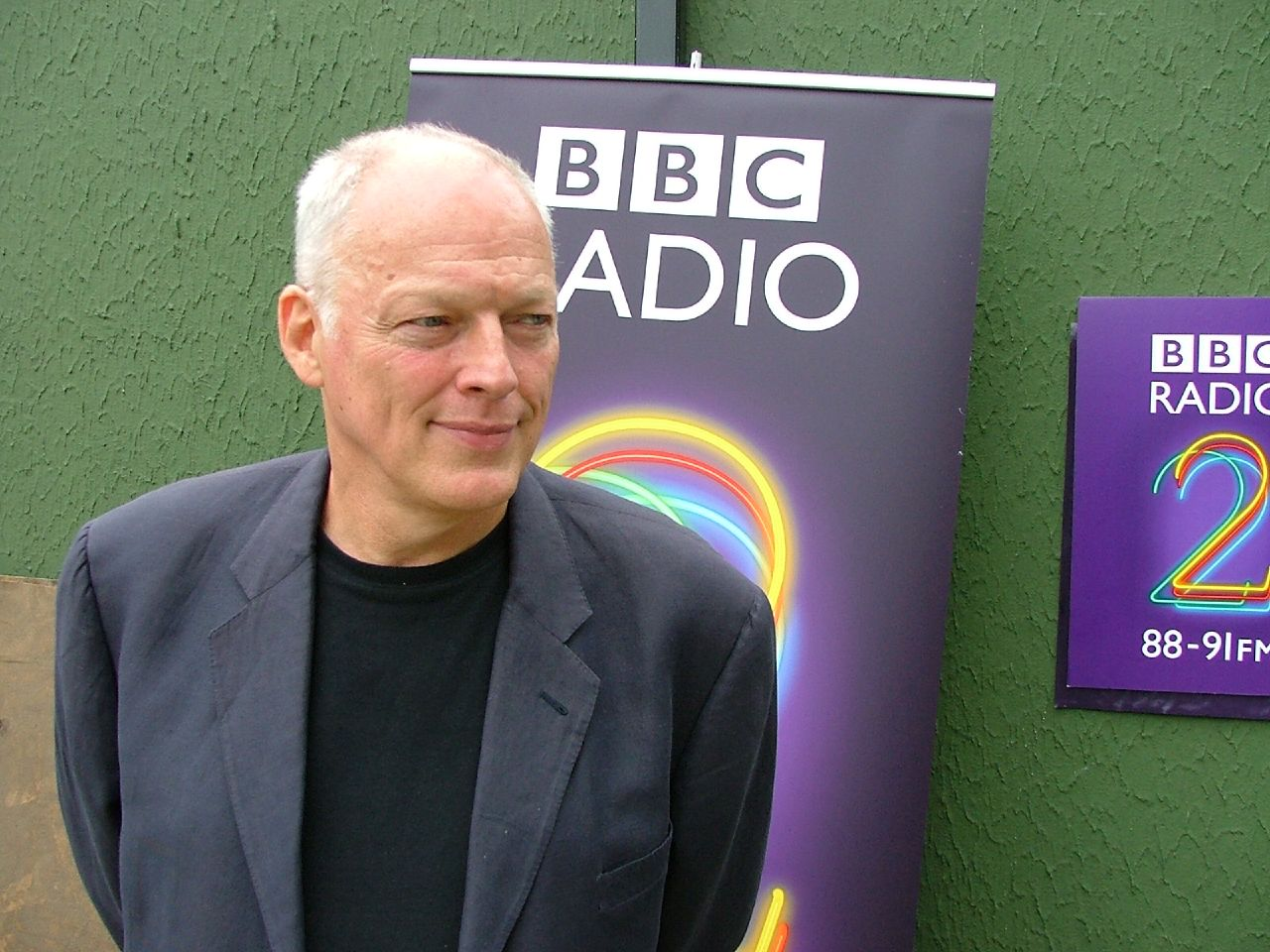
David Gilmour va dir en una entrevista de 2008 que sentia que la meitat de l'àlbum era seu, per la qual cosa no es va sentir en cap moment desplaçat en la seva elaboració.

La banda havia treballat en diverses ocasions amb l'enginyer Brian Humphries i se'l va cridar per treballar novament en aquest àlbum. L'enregistrament es va fer als Estudis Britannia Row, entre els mesos d'abril i de desembre de 1976, i a començaments de 1977. Dues pistes que ja havien tocat en directe i que s'havien considerat incloure en Wish You Were Here —«Raving and Drooling» i «Gotta Be Crazy»— van reaparèixer com a «Sheep» i «Dogs», respectivament. Es va treballar amb elles perquè poguessin adaptar-se al nou concepte i van ser separades entre si per una nova composició de Waters, «Pigs (Three Different Ones)». Amb l'excepció de «Dogs», coescrita per Gilmour, les cinc pistes van ser compostes per Roger Waters. «Pigs On the Wing» es va dividir en dues parts i, com que les regalies es calculaven per cançó, Waters rebria més diners que Gilmour, malgrat que «Dogs» ocupa gairebé tota la primera cara de l'àlbum. La cançó conté referències a la vida privada de Waters —el seu nou interès romàntic era Carolyne Anne Christie (casada amb Rock Scully, mànager de Grateful Dead). Gilmour també es va distreure amb el naixement del seu primer fill i va contribuir poc cap al final del procés d'enregistrament. De la mateixa manera, ni Mason ni Wright no van contribuir gaire a Animals, en comparació amb àlbums anteriors. Animals és el primer àlbum de la banda que no compta amb cap cançó composta per Wright. Malgrat no tenir contribucions tan notables com a Wish You Were Here, es nota clarament la seva influència en els arranjaments, que inclouen solos a «Dogs» i «Sheep».
| «                            | Allò de Roger és dominar, però jo m'acontento amb defensar-me i discutir a crits sobre els mèrits a les diferents peces musicals, que és el que vaig fer a Animals. No em vaig sentir ni remotament desplaçat de l'àlbum. El noranta per cent de la cançó «Dogs» és meva. Aquesta cançó és gairebé tota la primera cara, així que és la meitat de Animals. | » |
| — David Gilmour, Mojo (2008) | |   |

La banda havia discutit sobre contractar un altre guitarrista per a les següents gires, pel qual van convidar Snowy White a l'estudi. Després que Waters i Mason esborressin sense voler un solo de guitarra que havia acabat Gilmour, li van demanar a White que gravés un solo de guitarra per a «Pigs on the Wing», que, encara que no apareix en el llançament en LP, sí que es va incloure en la versió cartutx de 8 pistes de l'àlbum. També va participar en la gira de promoció d'Animals. Mason recorda haver gaudit més en aquest àlbum que en l'anterior, Wish You Were Here.

## Presentació

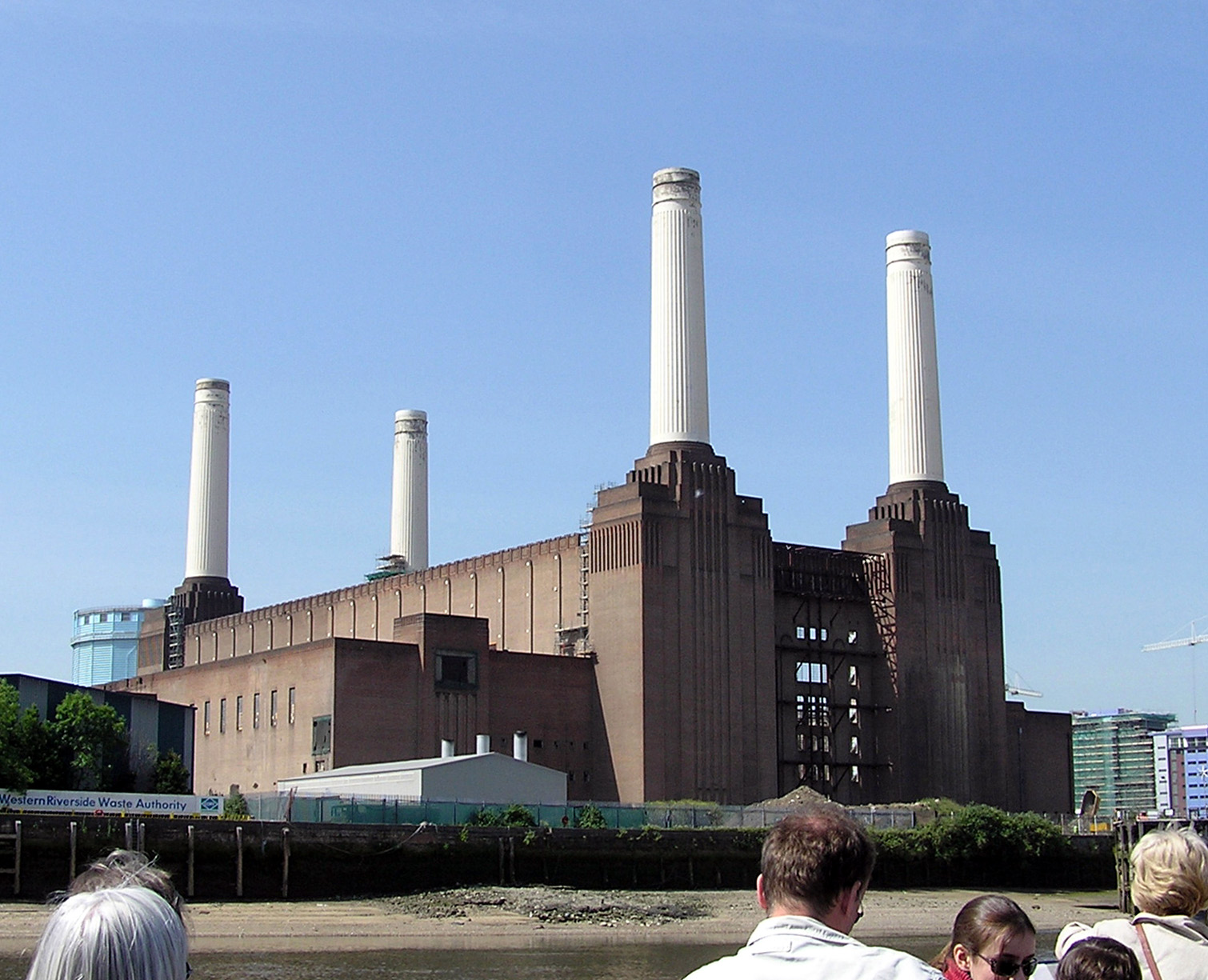
La Battersea Power Station va servir com a objecte principal de la portada del disc

Una vegada acabat l'àlbum, es va començar a treballar en la portada. Hipgnosis, que va dissenyar les portades dels àlbums previs, va oferir tres idees, sent una d'elles la imatge d'un nen entrant a l'habitació dels seus pares per trobar-los mantenint relacions sexuals —«copulant com animals!»—, encara que finalment el concepte que es va utilitzar va ser dissenyat per Waters, qui en aquells moments vivia a Clapham Common i passava amb certa freqüència davant la Battersea Power Station, que en aquella època estava a punt d'acabar la seva vida útil. Van triar l'edifici com a contingut principal de la portada, mentre que van encarregar a la companyia alemanya Ballon Fabrik (que havia construït prèviament aeronaus dirigibles) i a l'artista australià Jeffrey Shaw la construcció d'un globus amb forma de porc d'uns nou metres (anomenat Algie). El globus es va inflar amb heli i es va col·locar davant l'edifici el 2 de desembre, amb un tirador entrenat llest per a disparar si s'escapava. Per desgràcia, les inclemències del temps van retardar la sessió de fotos i el mànager de la banda Steve O'rourke no havia previst contractar el tirador més dies. En les següents proves, el globus es va escapar de les seves amarres i va ascendir, aterrant finalment a Kent, sent recuperat per un granger local, enfadat perquè aparentment «havia espantat les seves vaques». Van recuperar el globus i van dedicar un tercer dia a la sessió de fotos, encara que finalment es va superposar la imatge del porc davant de l'estació elèctrica, ja que van considerar que eren millors fotografies.
La temàtica de la portada també s'inclou als adhesius centrals del mateix LP. A la cara A es mostra una vista d'objectiu ull de peix d'un gos en un paisatge campestre típicament anglès, mentre que la cara B mostra un porc i una ovella, en la mateixa localització. Van utilitzar la lletra de Nick Mason com a tipus de lletra al llarg de tot l'àlbum. A l'interior de l'empaquetament van usar fotografies monocromàtiques de les ruïnes al voltant de l'estació elèctrica.

## Llançament i acollida
El nou àlbum de Pink Floyd, Animals, es va tocar en directe en un llançament/presentació per a la premsa a la Battersea Power Station, i 4 dies després, el 23 de gener, es va llançar al mercat, i el 12 de febrer als Estats Units. Va arribar a la segona posició de les llistes britàniques, i al tercer lloc a les nord-americanes. Dos dies abans del llançament, Capital Radio va emetre The Pink Floyd Story i dos dies abans d'això la banda va organitzar una conferència de premsa a l'estació elèctrica. L'emissió del programa radiofònic estava pensada per a l'àrea de Londres —des d'on s'havia estat emetent des de mitjans de desembre—, però John Peel va rebre una còpia i la va emetre per a tot el país, a més de tocar la cara A per complet el dia anterior. NME va anomenar l'àlbum «un dels trossos iconoclàstics de música més extrems, implacables, esquinçadors i francs en sortir en aquest costat del sol», mentre que Karl Dallas de Melody Maker va escriure: «és una prova inconformista de realitat en un medi que s'ha tornat amb els anys, cada vegada més soporífic». Frank Rose de Rolling Stone va escriure que «el Floyd de 1977 s'ha tornat amarg i taciturn. Es queixen de la duplicitat del comportament humà (i després titulen les seves cançons com animals —l'agafeu?). Sonen com si acabessin de descobrir això —el seu missatge ha perdut sentit i s'ha tornat tediós».
| «                | Animals va ser un treball dur. No va ser un àlbum divertit de fer, però això va ser en l'època en què Roger es creia l'únic compositor de la banda. Pensava que sols era gràcies a ell que la banda seguia endavant i, òbviament, quan va començar a treure l'ego a passejar, amb qui la pagava era amb mi. | » |
| — Richard Wright | |   |

Animals va ser certificat com a disc de platí quatre vegades per la RIAA el 31 de gener de 1995.

### Reedicions
Animals es va llançar originalment a través d'Harvest Records al Regne Unit i de Columbia Records als Estats Units, encara que va ser reeditat en CD el 1985, i als Estats Units el 1987. El 1994 es va tornar a reeditar amb una remasterització digital (CD) i nova presentació, i com a LP digitalment remasteritzat el 1997. Aquell mateix any es va llançar una edició especial pel 20è aniversari del seu llançament als Estats Units, seguit d'una reedició de Capitol Records l'any 2000. L'àlbum també s'inclou a les caixes recopilatòries Shine On i Oh, by the Way.

### Posició a les llistes
| Llista                        | Posició | Font             |
| ----------------------------- | ------- | ---------------- |
| Llista britànica d'àlbums     | 2       | [ 6 ] [ nota 8 ] |
| Llista estatunidenca d'àlbums | 3       | [ 6 ] [ nota 9 ] |
| Llista australiana d'àlbums   | 2       | [ 31 ]           |
| Llista francesa d'àlbums      | 171     | [ 31 ]           |
| Llista sueca d'àlbums         | 3       | [ 31 ]           |
| Llista noruega d'àlbums       | 2       | [ 31 ]           |
| Llista neozelandesa d'àlbums  | 1       | [ 31 ]           |

## Gira

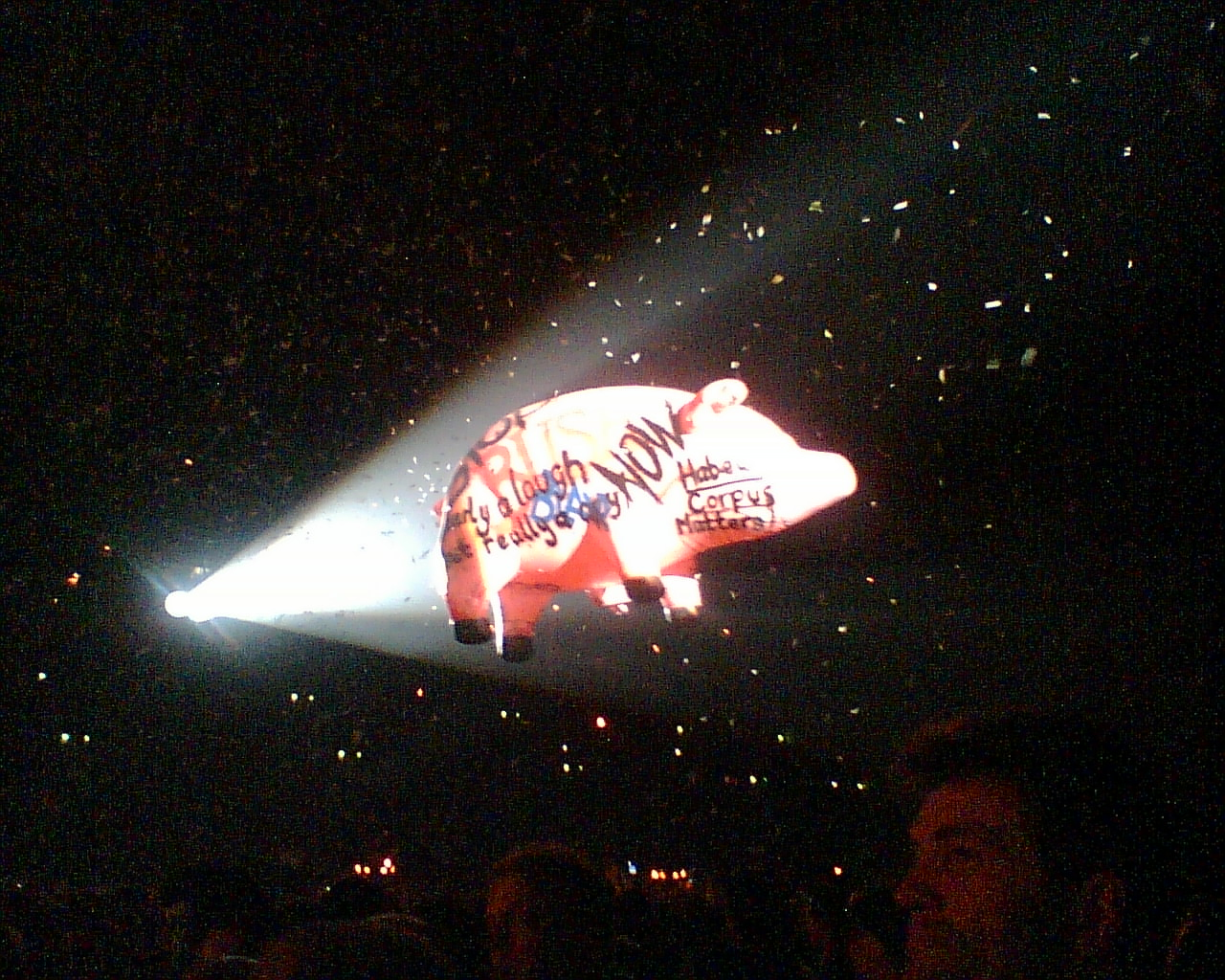
Els porcs inflables han estat una constant en els concerts de Pink Floyd des del llançament dAnimals, a la caràtula del qual es veu un porc inflable entre les dues xemeneies d'una estació elèctrica.

Les cançons de l'àlbum es van convertir en l'objecte principal de la gira In the Flesh Tour, que va començar el mateix dia del llançament de l'àlbum, a Dortmund (concretament al Dortmund's Westfalenhalle). La gira va continuar per Europa al mes de febrer, acabant l'Olympiahalle de Múnic i pel Regne Unit al març (el primer concert va tenir lloc el 15 de març al Wembley Empire Pool de Londres i l'últim al Stafford Bingley Hall). Als Estats Units van partir la gira en dues mànegues de tres setmanes cadascuna, entre abril i maig, i entre juny i juliol: el 22 d'abril van començar al Miami Stadium de Miami i van acabar el 12 de maig al Memorial Coliseum de Portland, i després van seguir del 15 de juny al Milwaukee's County Stadium fins al 6 de juliol que van acabar la gira l'Estadi Olímpic de Montreal (on van aconseguir el rècord d'assistència a aquest estadi en un esdeveniment de pagament, amb una entrada de 78.322 fans.), incloent-hi 4 nits al Madison Square Garden de Nova York.
Algie va esdevenir la inspiració de molta de la temàtica sobre porcs utilitzada a la gira. Un porc inflable es penjava per sobre del públic, per a després ser substituït per una versió més barata que feien explotar. En una ocasió es va canviar el gas propà per una barreja d'acetilè i oxigen, produint una d'enorme (i perillosa) explosió. El promotor de la banda, Marcel Avram, els va portar un porquet a Múnic, que va causar destrosses per tota l'habitació de l'hotel, i van deixar al mànager O'Rourke lluitar amb el desastre. En els concerts es feien acompanyar d'altres artistes convidats com Dick Parry i Snowy White.

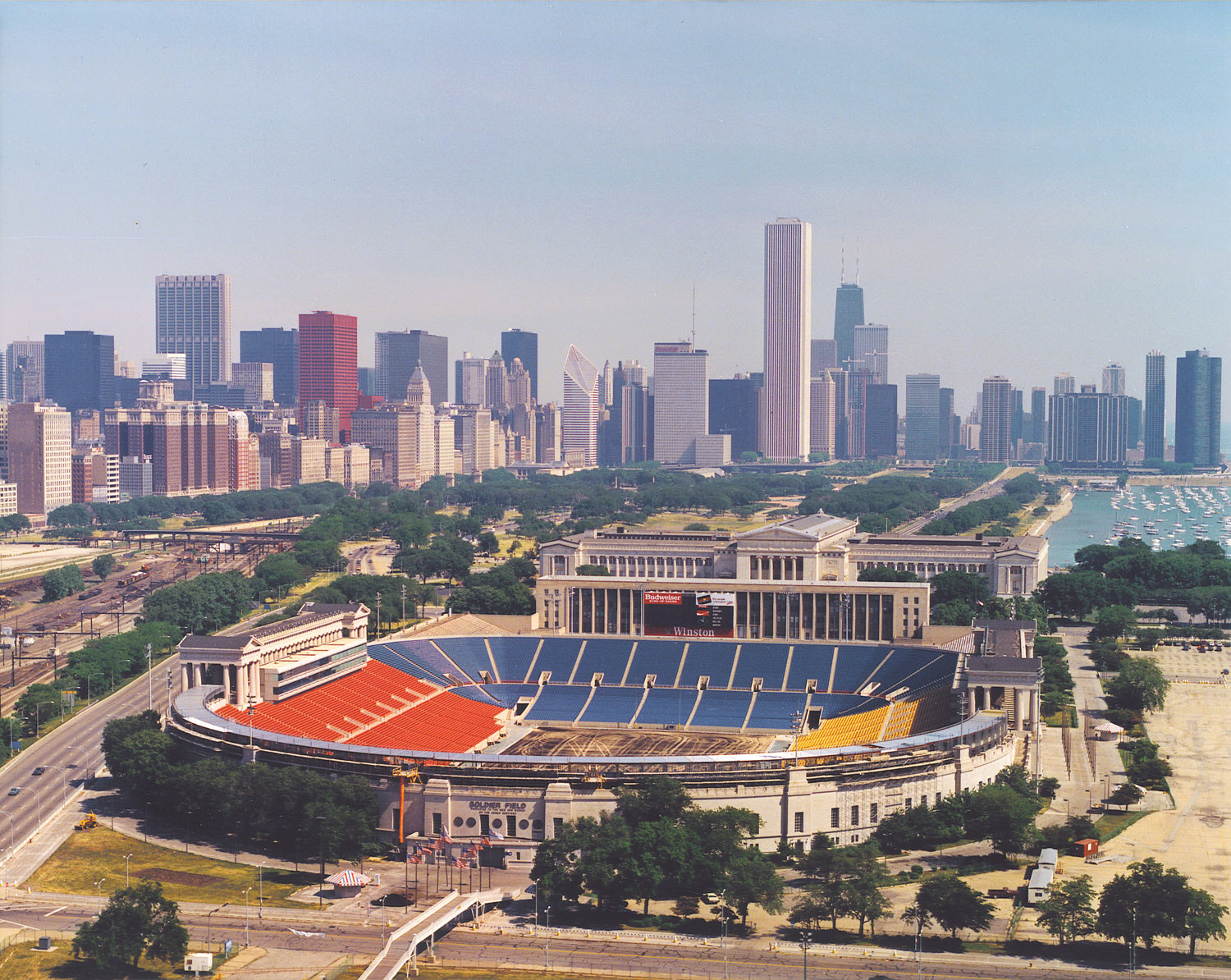
La banda va tocar a l'estadi Soldier Field a Chicago durant la gira In the Flesh Tour el 1977.

Els conflictes interns amenaçaven d'acabar amb la banda. Waters acostumava a arribar als concerts sol i en marxava tot seguit. En una ocasió, Wright va volar de tornada a Anglaterra amenaçant d'abandonar la banda. L'assumpte de la mida dels recintes també era un problema: a Chicago, els promotors van dir haver venut 67.000 localitats a l'estadi Soldier Field, però Waters i O'Rourke van sospitar. Van llogar un helicòpter, un fotògraf i un advocat, i van descobrir que l'assistència final va ser de 95.000 persones, deixant unes pèrdues de $640.000. El final de la gira va ser un moment fluix per a Gilmour, qui pensava que la banda ja havia assolit l'èxit que buscava i que no hi havia res més a fer. El juliol de 1977 —en l'últim concert de la gira a l'Estadi Olímpic de Montreal— un petit grup de seguidors a primera fila van irritar Waters fins al punt que els va escopir. Waters no era l'únic a qui no li agradava tocar davant de públics tan grans, ja que Gilmour també va arribar a negar-se a tocar el bis habitual de la banda. Waters després va parlar amb el productor Bob Ezrin i li va explicar com d'estrany es va sentir a la gira, dient que a vegades sentia que volia construir una paret entre el públic i a ell mateix. L'incident de l'escopinada va esdevenir la base d'un nou concepte, basat en la separació del públic del grup durant les actuacions, que després es convertiria en un dels àlbums més reeixits de la banda The Wall.

## Llista de cançons
| 1. | «Pigs on the Wing 1» |  | Waters          | Waters          | 1:25  |
| 2. | «Dogs»               |  | Gilmour, Waters | Gilmour, Waters | 17:03 |

| 1. | «Pigs (Three Different Ones)» |  | Waters | Waters | 11:25 |
| 2. | «Sheep»                       |  | Waters | Waters | 10:25 |
| 3. | «Pigs on the Wing 2»          |  | Waters | Waters | 1:23  |

## Crèdits
Pink Floyd
- David Gilmour - Guitarra, Baix elèctric, veu, talk box, sintetitzadors, veu principal a la primera meitat de «Dogs».
- Nick Mason - bateria, percussió.
- Roger Waters - baix, veu principal a la resta de cançons, guitarra acústica i guitarra rítmica.
- Richard Wright - Hammond, piano elèctric Wurlitzer, piano elèctric Fender Rhodes, clavinet Hohner, gran piano Yamaha, sintetitzador ARP Odyssey, Minimoog, cors

Altres músics
- Snowy White - guitarra solista a «Pigs on the Wing» (només en la versió 8-pistes)

Producció
- Pink Floyd
- Brian Humphries - Enginyer de so
- James Guthrie - productor de remasterització
- Roger Waters - disseny de portada
- Storm Thorgerson - disseny de portada (organització)
- Aubrey Powell - disseny de portada (organització), fotografia
- Nick Mason - gràfics
- Peter Christopherson - fotografia
- Howard Bartrop - fotografia
- Nic Tucker - fotografia
- Bob Ellis - fotografia
- Rob Brimson - fotografia
- Colin Jones - fotografia
- E.R.G. Amsterdam - disseny del «porc inflable»
- Doug Sax - remasterització